# Echthrus
Echthrus is een geslacht van insecten uit de familie Ichneumonidae.

## Soorten
- Echthrus abdominalis Cresson, 1868
- Echthrus adillae Davis, 1895
- Echthrus angustatus Tosquinet, 1900
- Echthrus brevicorniss Brischke, 1865
- Echthrus coracinus Gupta, 1978
- Echthrus cryptiformis (Ratzeburg, 1848)
- Echthrus longicornis (Ratzeburg, 1848)
- Echthrus niger Cresson, 1868
- Echthrus reluctator (Linnaeus, 1758)
- Echthrus rufipes Uchida, 1929
- Echthrus tuberculatus (Uchida, 1929)